# Karnitin-O-palmitoyltransferas
Karnitin-O-palmitoyltransferas eller karnitin-palmityl-acyltransferas är det hastighetsbestämmande enzymet i betaoxidationen. Det katalyserar transporten av fria fettsyror över mitokondriernas membran så att de görs tillgängliga för nedbrytning. Det finns två isoenzymer, ett på mitokondriens yttermembran, och ett på dess innermembran. Det arbetar genom att överföra acyl-CoA till karnitin, varpå CoA:t spjälkas av. Acylkarnitinen transporteras in till mitokondriens matris, där motsatt reaktion sker. Karnitinet kan sedan transporteras tillbaka så att cykeln kan börja om igen.